# Stadion Miejski „Odra”

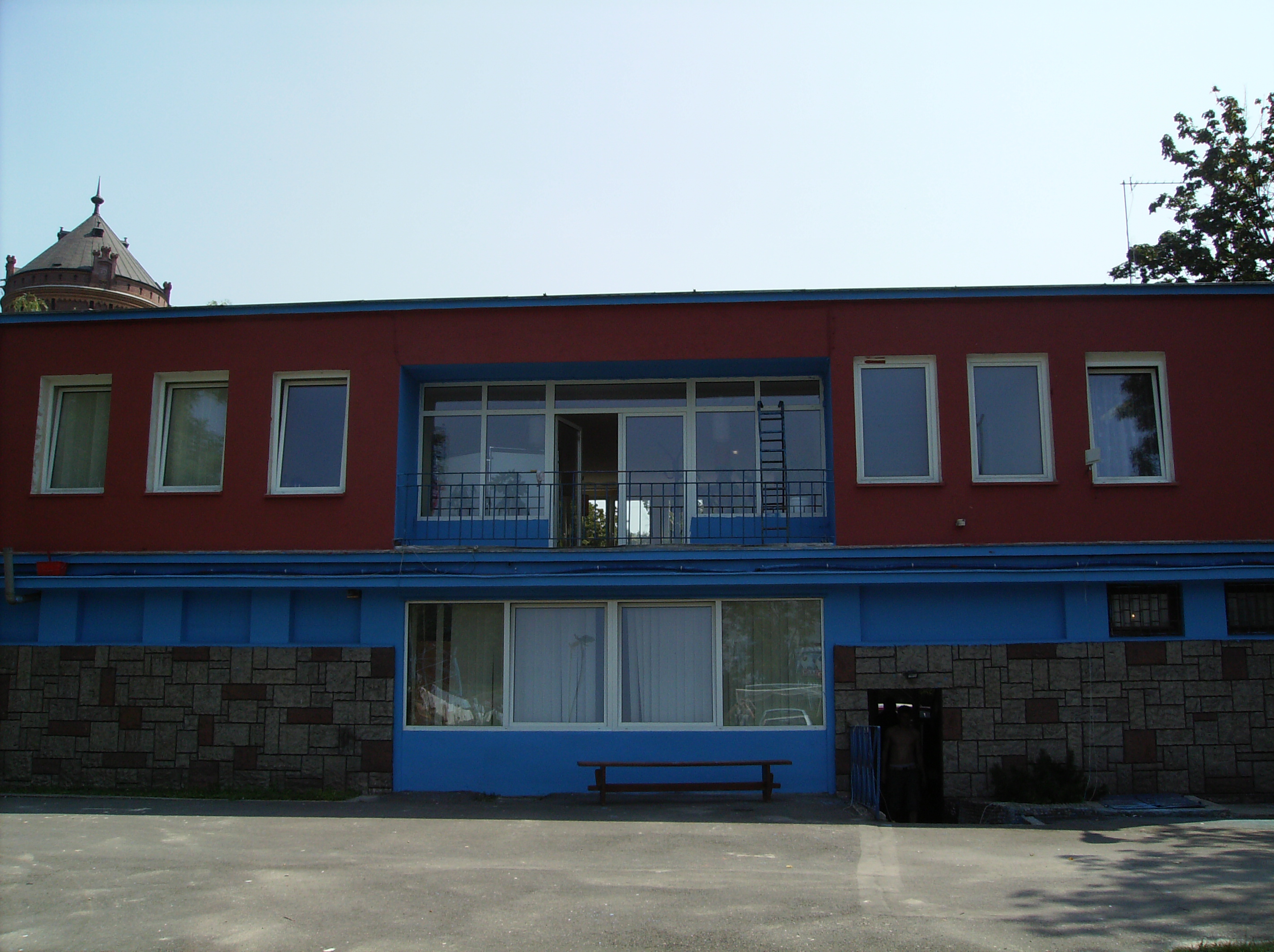
Budynek stadionu

Stadion Miejski „Odra” w Opolu – dawny stadion piłkarski w Opolu, zlokalizowany przy ulicy Oleskiej 51, w latach 1945–2024 domowy obiekt Odry Opole oraz tymczasowo Polonii Bytom (do momentu spełnienia przez Stadion im. Edwarda Szymkowiaka wymogów PZPN i UEFA). Ostatnia pojemność stadionu wynosiła 4275 miejsc siedzących (z których 500 było zadaszonych), jednak w latach 70. XX wieku trybuny mogły pomieścić 25 000 osób. Inauguracja oświetlenia - o natężeniu 1200 luksów – nastąpiła 17 kwietnia 1975 podczas meczu przeciwko Sparcie Zabrze (2:0).
Stadion otwarto w 1930 r. pod nazwą Oppelner Stadion z przeznaczeniem dla ówczesnych opolskich drużyn piłkarskich (jego budowę rozpoczęto pod koniec lat 20. XX wieku, w okresie szalejącego kryzysu gospodarczego, a roboty publiczne przy obiekcie były jednym ze sposobów na powstrzymanie rosnącego bezrobocia). Posiadał on pełnowymiarowe trawiaste boisko piłkarskie, bieżnię lekkoatletyczną i trybuny. W kolejnych latach obiekt rozbudowano, tworząc kompleks sportowy z basenem pływackim oraz kortami tenisowymi.
W latach 2010–2012 planowano budowę nowej, zadaszonej trybuny, przeciwległej do ówczesnej trybuny głównej. Jej pojemność miała wynieść około 4200 widzów, a miała być ona wyposażona m.in. w: zaplecze socjalno-sportowo-techniczne, zaplecze medyczne, gabinety odnowy biologicznej i kontroli dopingowej, salę rozgrzewkową, kawiarnię, sklepy klubowe i pomieszczenia biurowe. Pod trybuną miały zostać umiejscowione szatnie, a w jej otoczeniu powstać ok. 40 miejsc parkingowych oraz 3 miejsca postojowe dla autokarów; wyburzone miały natomiast zostać budynki garażowe i magazynowe.
9 listopada 2024, w meczu 16. kolejki I ligi sezonu 2024/25 przeciwko Warcie Poznań po raz ostatni zagrali na nim piłkarze Odry Opole, którzy od 2025 r. występować będą na nowo wybudowanym Stadionie Opolskim. Po otwarciu nowego obiektu planowane jest wyburzenie dotychczasowego stadionu przy ulicy Oleskiej i budowa w jego miejscu parku wodnego.

## Mecze reprezentacji Polski
Jeden mecz na tym stadionie rozegrała reprezentacja Polski seniorów, wygrywając towarzyskie spotkanie z Finlandią:
| Rodzaj spotkania | Data       | Przeciwnik | Frekwencja | Wynik     | Strzelcy bramek                     |
| ---------------- | ---------- | ---------- | ---------- | --------- | ----------------------------------- |
| Towarzyski       | 17.04.1985 | Finlandia  | 14 000     | 2:1 (0:0) | Żmuda 71', Pałasz 81' – Ukkonen 57' |

Na obiekcie planowano rozegrać mecz z Niemcami (4 września 1996), jednak ostatecznie wybrano stadion w Zabrzu. Grywały tu reprezentacje Polski juniorów oraz kadra kobiet.